# Гиппомане
Гиппомане, или Гиппомана (лат. Hippomane; от др.-греч. ἵππος, hippos — лошадь и μανία, mania — ярость), — небольшой род деревянистых растений семейства Молочайные (Euphorbiaceae), распространённый на юге Флориды, в Мексике, Вест-Индии, Центральной Америке, на севере Южной Америки и на Галапагосских островах.

## Ботаническое описание
Кустарники или низкие деревья, с ядовитым белым млечным соком (латексом). Листья очерёдные, простые, цельные или зубчатые, на черешках с 1—2 желёзками.
Цветки мужские или женские на одном или на разных растениях. Плоды — многогнёздные, костянковидные, напоминают небольшие яблочки, хорошо сохраняются в морской воде и волнами разносятся на далекие расстояния. В распространении большую роль играют летучие мыши. x = 11.

## Виды
Род включает 3 вида:
- Hippomane horrida Urb. & Ekman
- Hippomane mancinella L. typus[1] — Манцинелловое дерево
- Hippomane spinosa L.